# Harry Potter en de Relieken van de Dood deel 2
Harry Potter en de Relieken van de Dood - Deel 2 (oorspronkelijke titel: Harry Potter and the Deathly Hallows - Part 2) is de tweede van in totaal twee verfilmingen van het gelijknamige Harry Potter-boek van de Britse schrijfster J.K. Rowling. De film behandelt de tweede helft van het boek. Het is de achtste en tevens laatste fantasie-/avonturenfilm in de serie. De film is officieel in première gegaan op 13 juli 2011, in zowel België als Nederland. Warner Bros verzorgde de distributie.
De drie acteurs die de hoofdpersonen vertolkten in de voorgaande zeven films, Daniel Radcliffe, Rupert Grint en Emma Watson maken ook allemaal in deze laatste films hun opwachting.

## Verhaal
Het verhaal begint met een flashback naar het moment dat Voldemort de Zegevlier uit het graf van Perkamentus steelt. Daarna gaat het verhaal verder met Harry, Ron en Hermelien, die in De Schelp, het huis van Bill en Fleur, praten met Grijphaak, en plannen maken om in Goudgrijp te komen. Grijphaak wil hen wel helpen, maar wil hiervoor als beloning het Zwaard van Griffoendor. Harry overdenkt de consequenties en gaat aarzelend akkoord. Ook praten ze met Olivander, die hen uitleg geeft over de geschiedenis en bijzonderheden van de Zegevlier.
Om ongezien in Goudgrijp te komen neemt Hermelien Wisseldrank in en verandert in Bellatrix van Detta. Ron verkleedt zich als Oost-Europese vriend van Bellatrix en Harry en Grijphaak verschuilen zich samen onder de Onzichtbaarheidsmantel. Zo komen ze aan in Goudgrijp. Tijdens de rit naar de kluis worden ze natgespoten door betoverd water waardoor de wisseldrank ineens stopt met werken en daardoor het alarm afgaat. Eenmaal in de kluis keert Grijphaak zich ineens tegen het trio, omdat hij er (terecht) niet op vertrouwt dat Harry hem het Zwaard van Griffoendor daadwerkelijk zal geven. Uiteindelijk is dit echter zonder succes: na een gevecht en diverse toverspreuken ontsnappen ze, met het Gruzielement (de Beker van Huffelpuf), op de rug van de draak.
Harry krijgt een visioen van de gedachtes van Voldemort. Hij weet dat het trio op zoek is naar zijn Gruzielementen. En hij ziet ook dat het laatste Gruzielement iets te maken heeft met Ravenklauw. Voldemort is razend als hij bij Goudgrijp aankomt. Hij vermoordt bijna iedereen, inclusief Grijphaak.
Het trio Verdwijnselt naar Zweinsveld. Hier worden ze opgevangen door Desiderius Perkamentus. Deze probeert Harry nog om te praten door hem voor te houden dat zijn broer Albus Harry allerlei levensgevaarlijke opdrachten laat uitvoeren terwijl hij niets over zichzelf heeft verteld, maar Harry laat zich niet van zijn stuk brengen: het trio gaat zoals gepland naar Zweinstein om de jacht naar Gruzielementen voort te zetten. In de Kamer van Hoge Nood, waar de meeste leden van de Strijders van Perkamentus zich schuilhouden, krijgt hij een warme ontvangst, en ze gaan meteen aan het werk. Ze vinden de diadeem van Ravenklauw en vernietigen het. Ook de Beker van Huffelpuf wordt vernietigd in de Geheime Kamer door Hermelien, waarna Ron en Hermelien er eindelijk voor uitkomen dat ze van elkaar houden.
Voldemort is absoluut niet blij met zijn nieuwe toverstok (de Zegevlier), het lijkt wel of de stok niet goed naar hem luistert. Hij roept Sneep bij zich. Hij vermoordt Sneep in een poging de stok voor zichzelf te winnen, omdat hij in de veronderstelling was dat Sneep de laatste "echte" eigenaar van de stok was. Sneep geeft Harry een laatste herinnering en vertelt hem dat hij zijn moeders ogen heeft.
Harry bekijkt de herinnering van Sneep in de Hersenpan. De herinnering laat zien dat Sneep altijd al aan de goede kant heeft gestaan, en voor Perkamentus, met gevaar voor eigen leven, gespioneerd heeft. De herinnering laat ook zien dat Harry zelf het laatste Gruzielement is, hij zal dus moeten sterven om Voldemort te kunnen verslaan.
Harry gaat naar het Verboden Bos, waar Voldemort en zijn Dooddoeners ook zijn. Hij is bereid om te sterven en geeft zich over. Voldemort vuurt de Vloek des Doods op Harry af. Harry verliest het bewustzijn en komt in een wereld tussen leven en dood terecht, waar hij in een gesprek met Perkamentus belandt. Perkamentus laat hem weer terugkeren in leven. Omdat Harry zijn eigen leven wilde opgeven voor de anderen, zijn de anderen dus onkwetsbaar. Harry doet alsof hij dood is.
Voldemort laat zijn prijs zien. Voldemort schreeuwt het uit dat Harry Potter dood is, en alle Dooddoeners beginnen dan te lachen. Marcel Lubbermans stapt naar voren en zegt tegen Voldemort dat Harry misschien dan wel dood is, maar in hun harten verder leeft. Hij springt naar voren en probeert Nagini te doden, maar dat gaat in eerste instantie mis. Harry wringt zich uit Hagrids armen, hij leeft nog. Er volgt een gigantisch gevecht in Zweinstein, waarbij het Marcel uiteindelijk toch lukt om Nagini's kop af te hakken - het allerlaatste Gruzielement is nu vernietigd en Voldemort is net zo kwetsbaar als ieder ander normaal mens. Dan komen ze uit op de binnenplaats. Harry en Voldemort staan tegenover elkaar. Voldemort en Harry gaan weer in duel. De Vloek van Voldemort kaatst op de ontwapeningsspreuk van Harry terug omdat de Zegevlier beseft dat Harry zijn echte meester is en dus in Voldemorts handen niet goed werkt. Voldemorts lichaam verandert in as - Voldemort is voorgoed vernietigd. Nadien breekt Harry de Zegevlier in tweeën om een eind te maken aan de macht van de staf.
De film eindigt met een epiloog, 19 jaar later, waarin Harry, Ron, Ginny, Hermelien en Draco hun kinderen naar de Zweinsteinexpres brengen.

## Rolverdeling
| Acteur               | Personage                                                             | Nasynchronisatie Nederlands |
| -------------------- | --------------------------------------------------------------------- | --------------------------- |
| Daniel Radcliffe     | Harry Potter                                                          | Trevor Reekers              |
| Rupert Grint         | Ron Wemel / Ron Weasley                                               | Adriaan van Veldhuizen      |
| Emma Watson          | Hermelien Griffel / Hermione Granger                                  | Eveline Beens               |
| Afshan Azad          | Padma Patil                                                           | Dilara Horuz                |
| Arben Bajraktaraj    | Antonin Dolochov                                                      |                             |
| Helena Barlow        | Roos Wemel / Rose Weasley                                             |                             |
| Hebe Beardsall       | Ariana Perkamentus / Ariana Dumbledore                                |                             |
| Daphne de Beistegui  | Lily Loena Potter / Lily Luna Potter                                  |                             |
| Sean Biggerstaff     | Olivier Plank / Oliver Wood                                           |                             |
| Helena Bonham Carter | Bellatrix van Detta / Bellatrix Lestrange                             | Lasca ten Kate              |
| Arthur Bowen         | Albus Potter                                                          |                             |
| David Bradley        | Argus Vilder / Argus Filch                                            | Stan Limburg                |
| Jim Broadbent        | Hildebrand Slakhoorn / Horace Slughorn                                | Hein Boele                  |
| Scarlett Byrne       | Patty Park / Pansy Parkinson                                          | Anneke Beukman              |
| Jessie Cave          | Belinda Broom / Lavender Brown                                        | Lizemijn Libgott            |
| Shefali Chowdhury    | Parvati Patil                                                         |                             |
| Ben Clarke           | Jonge Severus Sneep / Severus Snape                                   |                             |
| Robbie Coltrane      | Hagrid                                                                | Hans Hoekman                |
| Louis Cordice        | Benno Zabini / Blaise Zabini                                          | Juliann Ubbergen            |
| Ellie Darcey-Alden   | Jonge Lily Potter                                                     |                             |
| Warwick Davis        | Filius Banning / Filius Flitwick en Grijphaak / Griphook              | Reinder van der Naalt       |
| Will Dunn            | James Potter                                                          |                             |
| Mike Edmonds         | Bogrod                                                                | Olaf Wijnants               |
| Alfred Enoch         | Daan Thomas / Dean Thomas                                             |                             |
| Tom Felton           | Draco Malfidus / Draco Malfoy                                         | Sander van der Poel         |
| Ralph Fiennes        | Heer Voldemort / Lord Voldemort                                       | Frederik de Groot           |
| Ninette Finch        | Augusta Lubbermans / Augusta Longbottom                               |                             |
| Michael Gambon       | Albus Perkamentus / Albus Dumbledore                                  | Wim van Rooij               |
| Bertie Gilbert       | Scorpius Malfidus / Scorpius Malfoy                                   |                             |
| Domhnall Gleeson     | Bill Wemel / Bill Weasley                                             | Paul Disbergen              |
| Rohan Gotobed        | Jonge Sirius Zwarts / Sirius Black                                    |                             |
| George Harris        | Romeo Wolkenveldt / Kingsley Shacklebolt                              | Roberto de Groot            |
| Guy Henry            | Pius Dikkers / Pius Thicknesse                                        | Huub Dikstaal               |
| Joshua Herdman       | Karel Kwast / Gregory Goyle                                           |                             |
| Ciarán Hinds         | Desiderius Perkamentus / Aberforth Dumbledore                         |                             |
| Rod Hunt             | Waldemar Bijlhout / Thorfinn Rowle                                    |                             |
| John Hurt            | Olivander                                                             | Rob van de Meeberg          |
| Ralph Ineson         | Amycus Kragge / Amycus Cragge                                         |                             |
| Jason Isaacs         | Lucius Malfidus / Lucius Malfoy                                       | Hajo Bruins                 |
| Robbie Jarvis        | Jonge James Potter                                                    |                             |
| Gemma Jones          | Poppy Plijster / Poppy Pompfrey                                       | Lucie de Lange              |
| Isabella Laughland   | Lia / Leanne                                                          |                             |
| Dave Legeno          | Fenrir Vaalhaar / Fenrir Greyback                                     | Jan Nonhof                  |
| Georgina Leonidas    | Katja Bell / Katie Bell                                               |                             |
| Katie Leung          | Cho Chang                                                             |                             |
| Matthew Lewis        | Marcel Lubbermans / Neville Longbottom                                | Max Beens                   |
| Evanna Lynch         | Loena Leeflang / Luna Lovegood                                        | Meghna Kumar                |
| Kelly Macdonald      | Helena Ravenklauw (de Grijze Dame) / Helena Ravenclaw (the Grey Lady) | Fleur van de Water          |
| Tav MacDougall       | Totelaer / Travers                                                    |                             |
| Miriam Margolyes     | Pomona Stronk / Ponoma Sprout                                         | Beatrijs Sluijter           |
| Helen McCrory        | Narcissa Malfidus / Narcissa Malfoy                                   | Hetty Heyting               |
| William Melling      | Nigel                                                                 |                             |
| Nick Moran           | Kolier / Scabior                                                      | Tony Neef                   |
| Peter Mullan         | Jeegers / Yaxley                                                      | Filip Bolluyt               |
| Devon Murray         | Simon Filister / Seamus Finnigan                                      |                             |
| Luke Newberry        | Teddy Lupos / Teddy Lupin                                             |                             |
| Gary Oldman          | Sirius Zwarts / Sirius Black                                          | Fred Delfgaauw              |
| Jade Olivia          | Astoria Malfidus-Goedleers / Astoria Malfoy                           |                             |
| Ariella Paradise     | Jonge Petunia Evers                                                   |                             |
| James Phelps         | Fred Wemel / Fred Weasley                                             | Jop Joris                   |
| Oliver Phelps        | George Wemel / George Weasley                                         | Jop Joris                   |
| Clémence Poésy       | Fleur Delacour                                                        | Terence Schreurs            |
| Chris Rankin         | Percy Wemel / Percy Weasley                                           | Rolf Koster                 |
| Adrian Rawlins       | James Potter                                                          |                             |
| Alan Rickman         | Severus Sneep / Severus Snape                                         | Filip Bolluyt               |
| Anna Shaffer         | Regina Valster / Romilda Vane                                         |                             |
| Maggie Smith         | Minerva Anderling / Minerva McGonagall                                | Paula Majoor                |
| Geraldine Somerville | Lily Potter                                                           |                             |
| Freddie Stroma       | Magnus Stoker / Cormac McLaggen                                       |                             |
| Natalia Tena         | Nymphadora Tops / Nymphadora Tonks                                    | Nurlaila Karim              |
| David Thewlis        | Remus Lupos / Remus Lupin                                             | Laus Steenbeeke             |
| Emma Thompson        | Sybilla Zwamdrift / Sybill Trelawney                                  | Maria Lindes                |
| Suzanne Toase        | Alecto Kragge / Alecto Cragge                                         |                             |
| Ryan Turner          | Hugo Wemel / Hugo Weasley                                             |                             |
| Julie Walters        | Molly Wemel / Molly Weasley                                           | Karin Bloemen               |
| Mark Williams        | Arthur Wemel / Arthur Weasley                                         | Finn Poncin                 |
| Bonnie Wright        | Ginny Wemel / Ginny Weasley                                           | Kirsten Fennis              |

## Achtergrond

### Productie
De films zijn geregisseerd door David Yates die al eerder de vijfde en zesde Potterfilm regisseerde. Het script is geschreven door Steve Kloves, die ook het script van de eerste vier en de zesde film schreef.
De opnames van de twee films, die tegelijkertijd werden opgenomen, duurden van 19 februari 2009 tot 12 juni 2010.
Het Britse tabloid News Of The World heeft gemeld dat er brand zou zijn geweest op de Harry Potterset tijdens de opnames van een gevecht om Zweinstein. Het ging om een paar explosieven die ervoor moesten zorgen dat Zweinstein werd opgeblazen. Het vuur raakte de set, en er brak brand uit. De brandweer wist het vuur te doven door veertig minuten lang te blussen.

### Muziek
De originele filmmuziek van deel 2 werd gecomponeerd door Alexandre Desplat. Er werd ook een soundtrackalbum uitgebracht door Abbey Road Studios.

### Premièredata
- België - 13 juli 2011[41]
- Nederland - 13 juli 2011
- Slowakije - 14 juli 2011
- Nieuw-Zeeland - 14 juli 2011
- Portugal - 14 juli 2011
- Puerto Rico - 14 juli 2011
- Rusland - 14 juli 2011
- Azerbeidzjan - 15 juli 2011
- Indonesië - 15 juli 2011
- Italië - 15 juli 2011
- Polen - 15 juli 2011
- Turkije - 15 juli 2011
- Verenigd Koninkrijk - 15 juli 2011
- Verenigde Staten - 15 juli 2011
- Bulgarije - 22 juli 2011
- Japan - 22 juli 2011
- China - 4 augustus 2011

### Verschillen met het boek
Zoals in de voorgaande films is er ook in "De Relieken van de Dood" het een en ander aangepast of weggelaten uit het oorspronkelijke verhaal.
- In het boek vindt het ultieme gevecht tussen Harry en Voldemort plaats in de Grote Zaal. In de film vechten ze door het hele kasteel van Zweinstein heen.
- In het boek wordt de Diadeem van Ravenklauw (onbedoeld) vernietigd door Vincent Korzel door middel van Duivelsvuur. In de film doet Harry Potter het met een Basilisktand, waarna hij de diadeem snel in de brandende Kamer van Hoge Nood gooit voordat de deuren dichtgaan.
- In het boek krijgen alle meerderjarige leerlingen de keuze om wel of niet mee te vechten. De minderjarigen worden weggeleid, net als alle Zwadderichleerlingen. In de film wordt de keuze niet geboden en vecht iedereen (behalve de Zwadderichleerlingen) mee.
- Harry gaat in het boek naar de leerlingenkamer van Ravenklauw om een kopie van de Diadeem te bekijken, in de film krijgt hij de uitleg van Loena Leeflang en Helena Ravenklauw. De rollen van de Kragges zijn in de film ook beduidend kleiner dan in het boek.
- In het boek heeft Percy Wemel gebroken met zijn familie omdat zij overduidelijk niet de zijde van het Ministerie hebben gekozen. Pas aan het einde van het boek komt hij tot inkeer en vecht hij mee tijdens de Slag om Zweinstein. In de film komt deze plotlijn in zijn geheel niet voor, en is Percy slechts heel kort in beeld tijdens het gevecht.
- In het boek repareert Harry zijn kapotte toverstok met de Zegevlier, waarna hij de Zegevlier teruglegt in het het graf van Perkamentus. In de film repareert Harry zijn stok niet, hij breekt hier de Zegevlier in twee stukken en gooit hem in een afgrond.
- In het boek gaan Vincent Korzel, Karel Kwast en Draco Malfidus de Kamer van Hoge Nood in om Harry Potter, Ron Wemel en Hermelien Griffel te stoppen. In de film zijn dit Benno Zabini, Karel Kwast en Draco Malfidus.
- In het boek wordt Vincent Korzel gedood door Duivelsvuur en ontsnapt Karel Kwast samen met Draco Malfidus. In de film is dit Kwast (Korzel is uit het script geschreven, omdat de acteur die de rol van Korzel speelde ontslagen werd vanwege een gevangenisstraf en een strafblad), en ontsnapt Benno Zabini samen met Malfidus uit de kamer.
- In het boek vertelt Desiderius Perkamentus het verhaal van de familie Perkamentus, en leest Harry erover in de biografie van Perkamentus die geschreven werd door Rita Pulpers. In de film wordt noch de familiegeschiedenis, noch Perkamentus' zucht naar macht in zijn jongere jaren (samen met Gellert Grindelwald) uitgelicht.
- In het boek wordt de scène beschreven waarin Fred Wemel om het leven komt, in de film niet. Wanneer Harry, Ron en Hermelien het kasteel binnen komen lopen nadat Sneep door Voldemort is gedood, vinden ze de dode lichamen van Fred, Lupos en Tops in de Grote Zaal.
- In de film wordt de Kamer van Hoge Nood alleen als schuilplaats gebruikt en gaan de leerlingen nog gewoon naar de lessen, in het boek woont onder andere Marcel Lubbermans permanent in de Kamer en komen ze daar ook niet uit voor de lessen.
- In het boek wordt Severus Sneep vermoord in het Krijsende Krot, in de film in een boothuis dat hoort bij het kasteel. Dit werd gedaan omdat de regisseur vond dat Sneep een betere plaats verdiende om te sterven dan in een oud en versleten krot.
- In het boek blijft het lijk van Voldemort achter en leggen ze het dode lichaam in een aangrenzende kamer bij de Grote Zaal. In de film vergaat hij tot stof.
- In de film wordt Belinda Broom vermoord door Fenrir Vaalhaar. In het boek raakt ze wel gewond en buigt Fenrir Vaalhaar zich over het zwakjes bewegende lichaam van Belinda, waar hij wordt Verlamd door Hermelien.
- In de film wordt Zweinstein door beschermende spreuken omgeven door de hele Orde Van De Feniks, in het boek doet onder andere professor Banning dit door een gebroken raam in de toren van Ravenklauw.
- In het boek speelt de strijd om Zweinstein zich 's nachts af. In de film is ervoor gekozen om een deel tijdens de vroege ochtend te laten plaatsvinden, omdat de kijker anders niets zou zien.

## Uitgave en ontvangst
De film werd zeer goed ontvangen in de UK op de première.Op Rotten Tomatoes krijgt de film een rating van (voorlopig) 96% en zijn alle recensies positief. De film wordt Spannend, ontroerend en bijzonder knap gemaakt genoemd; cathartisch en een feest van nostalgie; ‘Spannend en meeslepend. Volgens de meeste recensies een uitstekende afsluiter. De eerste recensie werd op 5 juli 2011 gepubliceerd door The Daily Telegraph, en kwam van Philip Womack. Hij noemde de film een monument in de filmgeschiedenis. Roger Ebert gaf de film 3,5 uit 4 sterren.
Op 18 juli 2011 had de film wereldwijd reeds $542.232.508 opgebracht, waarvan $481.5 in het premièreweekend. Daarmee verbrak de film het openingsrecord van Harry Potter and the Half-Blood Prince. Binnen zes dagen passeerde de film de grens van 500 miljoen dollar, en verbrak daarmee het record van Transformers: Dark of the Moon, dat op 9 dagen stond. Intussen heeft de film $1.341.511.219 opgebracht. Daarmee staat de film op plek 16 van financieel meest succesvolle film ooit,  en is het de financieel meest succesvolle film van 2011 en de financieel meest succesvolle film uit de Harry Potter-filmreeks.

## Prijzen en nominaties
In 2011 won Harry Potter en de Relieken van de Dood deel 2 drie Teen Choice Awards, zes Scream Awards, en de World Soundtrack Award.

## Trivia
- Emma Thompson had aanvankelijk aangegeven niet terug te willen keren als Professor Zwamdrift, omdat ze aan het vervolg van Nanny McPhee verder wilde werken. Aangezien haar aandeel in de film toch erg klein is, bleek ze toch aanwezig te zijn op de set.[44]
- Jamie Waylett, die Vincent Korzel speelde, deed niet mee in de laatste twee Potterfilms. Waylett werd opgepakt voor het bezit en kweken van wiet, en van de makers mocht hij niet meer terugkeren.
- Zowel Emma Thompson (professor Zwamdrift), Maggie Smith (professor Anderling), Rhys Ifans (Mr. Leeflang) als Ralph Fiennes (Voldemort) spelen allemaal mee in de tweede Nanny McPhee-Film.